# 六度集經
《六度集經》，又稱《六度無極經》、《雜無極經》、《度無極集》，收於大正藏本緣部。係集錄佛陀在過去世菩薩生時之九十一則本生故事（當中有三則非屬故事情節），以布施、持戒、忍辱、精進、禪定、智慧六波羅蜜為架構，其特色在於闡揚菩薩行慈悲救苦、捨己利他的故事，為最早漢譯「本生經」的代表。
經中之本生大部分可見於巴利語本及其他漢譯本。又本經原典已散佚不傳，然據其內容骨幹推知，應成立於二世紀時。

## 題解
「六度」（Paramita），即六波羅蜜，指布施、持戒、忍辱、精進、禪定、般若（明）等六種菩薩的修行法門。

## 傳譯
三國時代吳‧康僧會在太元元年至天紀四年間（西元251~280年）所譯出。

## 內容
本經依六波羅蜜之次第分類，與其他本生經之雜然列舉不同。內容分六章，即（一）布施度無極章、（二）戒度無極章、（三）忍辱度無極章、（四）精進度無極章、（五）禪度無極章、（六）明度無極章。
其中，第一章中之〈普施商主本生〉及〈須大拏經〉分別相當於劉宋‧求那跋陀羅譯的《大意經》、西秦‧聖堅譯的《太子須大拏經》。第二章中之〈太子墓魄經〉相當於題為安世高譯的《太子墓魄經》及西晉‧竺法護譯的《太子墓魄經》。〈頂生聖王經〉相當於宋‧施護等譯的《頂生王因緣經》。第三章中之〈睒道士本生〉相當於西晉譯者佚名的《睒子經》及西晉‧聖堅譯的《睒子經》。第四章中之〈修凡鹿王本生〉相當於題為吳‧支謙譯的《九色鹿經》。
《六度集經》共有九則與《雜寶藏經》的主題或題材內容相似，且《雜寶藏經》中的本生故事多與《六度集經》有關。 有八則與《賢愚經》的主題或題材內容相似。

## 註解
- 吳海勇註譯，《六度集經》，花城出版社，1998年
- 蒲正信注，《六度集經》，巴蜀書社，2001年

## 考證
現傳本《六度集》當中，有一部分內容是提要。湯用彤認為該「提要」的部份，是康僧會所寫，他說：「審其內容，決為會所自製，非譯自胡本。」
《六度集經》有改寫及改譯的現象，根據陳洪的研究，它有三個演變的版本（康僧會的原編本、形成於南朝的改編本和形成於隋唐間的新編本），是一部編譯之作，而非純為翻譯佛典。

## 影響
康僧會將儒家的仁義忠孝悌等倫理道德，與佛教的五戒、十善、六度等觀念進行比附詮釋。在這一過程中，有意無意地改造了佛教出世修行的思想，以減少與儒家精神的扦格。杜繼文認為《六度集經》以大乘的「六波羅蜜」，結合安世高傳來的「禪數」與孟子的「仁義」思想，形成特殊的「格義」風格，承先啟後的開展中國的大乘佛教思想。
印順法師認為《六度集經》中，「禪度」與「明度」的部分最少，但「布施」主題，共有二六則，佔近三成，與「忍辱」、「精進」一同展示了救濟眾生的慈心悲行。顯示「慈悲」眾生，在六度的主軸地位。釋尊「本生」重於悲濟，立願在穢土成佛，所以從淨土來聽法的，都讚歎釋尊的慈悲，以及在穢土修行的功德。